# Lijst van directeuren van Suratte

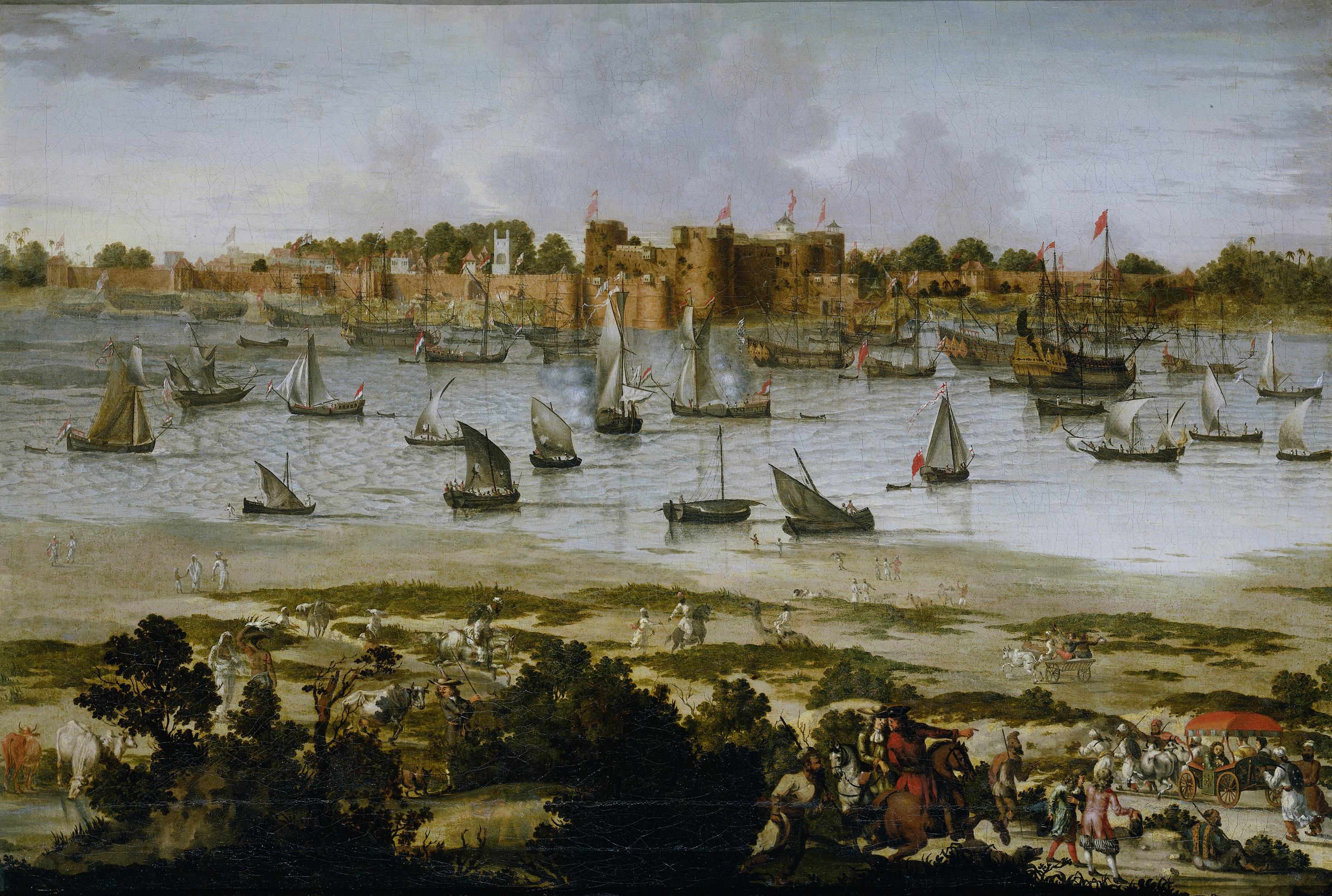
Suratte.

De VOC vestigde in 1617 in Suratte een handelskantoor, en sinds 1620 was er een directeur. De titel directeur werd door de VOC gegeven aan het hoofd van vestigingen waar zij geen grondgebied bezat en ook geen fort, maar waar alleen handel werd gedreven. Onder Suratte vielen ook andere handelsposten in Noordwest-India zoals Agra en Ahmedabad. Tot 1707 viel ook het kantoor in Mokka in Jemen onder Suratte. Van 1781 tot 1784 en van 1795 tot 1818 was er een Brits tussenbestuur. In 1823 werd Suratte definitief aan de Britten overgedragen. De lijst van directeuren is als volgt:
- 1620-1628 Pieter van den Broecke
- 1628-1633 Jan van Hasel
- 1633-1634 Jacob van der Graeff
- 1634-1640 Barend Pietersz.
- 1640–1644 Paulus Crooc
- 1644-1644 Cornelis Weyland
- 1644-1648 Arent Barendsz Muykens
- 1648-1651 Jan van Teylingen
- 1651-1654 Gerard Pelgrim
- 1654-1657 Hendrik van Gent
- 1657-1658 Isaac Coedijck
- 1658-1661 Leonard Winnincx
- 1661-1665 Dirck van Adrichem
- 1665-1666 Abraham Hartman
- 1666-1667 Huybert de Lairesse
- 1667-1673 Andries Boogaert
- 1673-1676 Willem Volger
- 1676-1678 Sybrand Abbema
- 1678-1679 Daniël Parvé
- 1680-1687 Jacques de Bucquoy
- 1687-1692 Gelmer Vosburgh
- 1692-1694 Louis de Keiser
- 1694-1695 Paulus de Roo (commissaris)
- 1695-1699 Pieter Ketting
- 1699-1701 Hendrik Zwaardecroon
- 1701-1705 Pieter de Vos
- 1705-1705 Willem Six
- 1707-1708 Johan Grootenhuis
- 1708-1710 Cornelis Besuijen
- 1711-1715 Johan Josua Ketelaar
- 1715-1719 Daniel Hurgronje
- 1719-1722 Philip Zaal
- 1722-1726 Abraham Weyns
- 1726-1728 Herman Bruyning
- 1729-1740 Pieter Lourens Phoonsen
- 1740-1749 Jan Schreuder
- 1749-1753 Johannes Pecock
- 1753-1755 Johan de Roth
- 1755-1759 Louis Taillefert
- 1759-1763 Jan Drabbe
- 1763-1768 Christiaan Lodewijk Senff
- 1768-1776 Martinus Joan Boschman
- 1776-1781 Willem Jacob van de Graaff

Brits tussenbestuur 1781-1784
- 1784-1792 Abraham Josias Sluysken
- 1792-1795 Peter Sluysken

Brits bestuur van 1795-1818, van 1818-1825 weer Nederlands, daarna weer Brits.